# Минский моторный завод

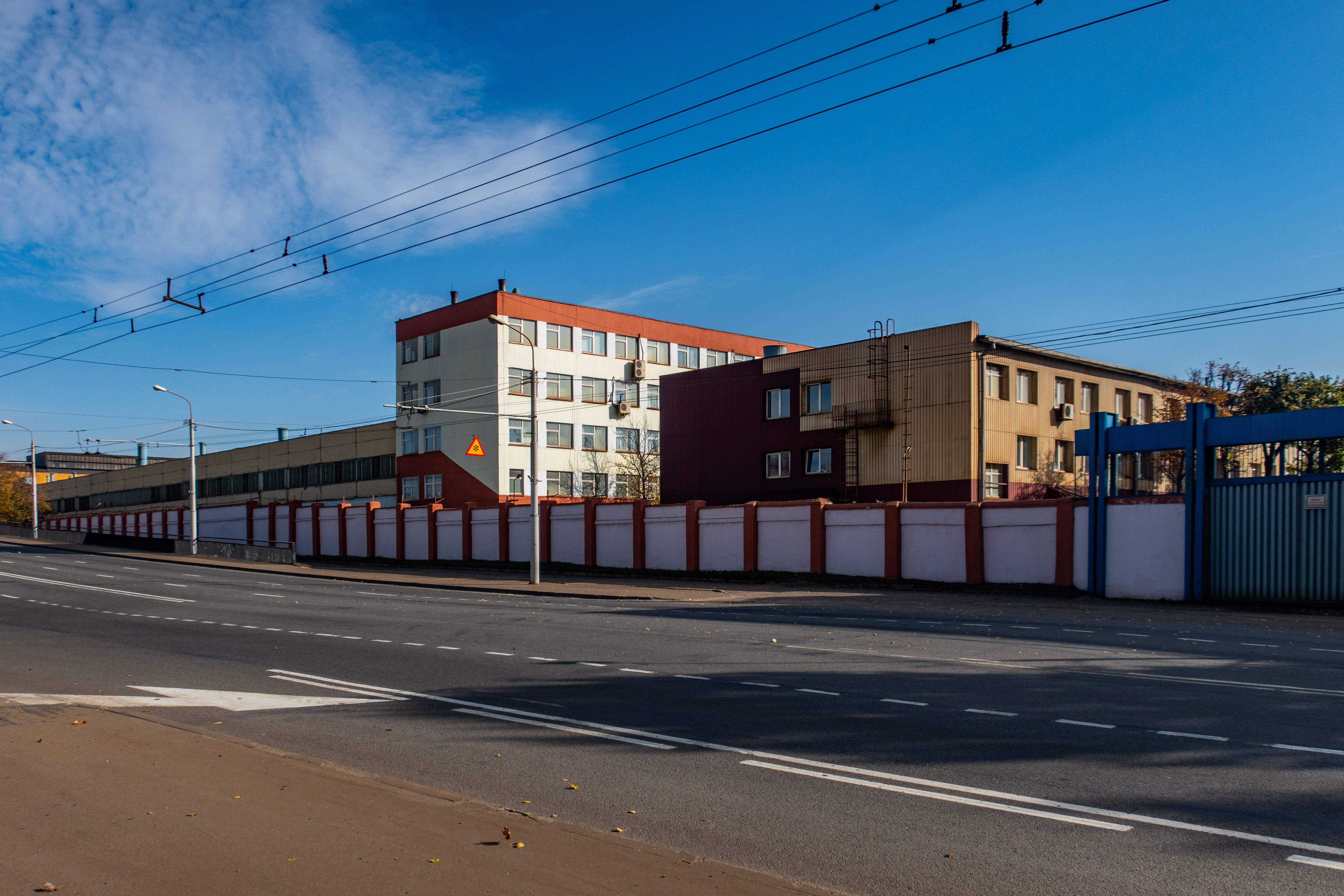
Корпуса завода на улице Ваупшасова

«Минский моторный завод» (бел. Мінскі маторны завод) — советский и белорусский завод, крупнейшее профильное предприятие Беларуси, а также ведущий производитель современных дизельных двигателей среди стран СНГ и занимает первое место по количеству выпускаемых тракторных и комбайновых двигателей. Предприятие основано 23 июля 1963 года и находится в ведении Министерства промышленности Республики Беларусь.
В 2017 году предприятие произвело двигателей на 187,9 млн рублей (около 95 млн долларов) и на 47,6 млн рублей запчастей к ним. 61,3 % продукции было поставлено потребителям на внутреннем рынке (МТЗ, Гомсельмаш, БелАЗ, МЗКТ, МАЗ), 38,7 % — на экспорт (Россия, Украина, Казахстан, Куба, Венгрия, Польша, Литва, Германия, Молдова, Пакистан).
Для выполнения основных видов деятельности на ОАО "УКХ «ММЗ» имеются все виды действующих производств, свойственные современным крупным машиностроительным предприятиям, среди которых: цветное литье, прессовое, сварочное, механообрабатывающее, окрасочное, термическое, инструментальное, сборочное, производство жгутов проводов и др.

## История
26 мая 1960 года ЦК КПСС и Советом министров СССР издано постановление № 563 о начале строительства в Минске завода по производству дизельных двигателей на площадке между Минским тракторным заводом и Государственным подшипниковым заводом № 11. В конце июля 1963 года завод был введён в строй и дал свою первую продукцию — дизельные двигатели для тракторов МТЗ, запасные части к ним и алюминиевое литьё. В 1960—1980-е годы ММЗ производил дизели моделей Д-50, Д-60 и Д-240, соответственно для тракторов семейства МТЗ-50 и МТЗ-80.
В 1978 году 75,4 % всей продукции предприятия выпускалось со Государственным знаком качества.
12 марта 1981 года завод был награждён орденом Трудового Красного Знамени.
В 1984 году началось производство дизеля Д-245, разные модификации которого впоследствии устанавливались не только на трактора, но и на грузовые автомобили, например ЗиЛ-Бычок.
Современное предприятие создано на основании приказа Государственного комитета по имуществу Республики Беларусь от 30.12.2008 г. № 380 путём преобразования производственного республиканского унитарного предприятия «Минский моторный завод» (УП «ММЗ») и дочернего республиканского унитарного предприятия «Торговый дом Моторного завода» в соответствии с законодательством Республики
Беларусь о приватизации государственного имущества. Общество является преемником прав и обязанностей вышеназванных предприятий в соответствии с
передаточным актом, за исключением прав и обязанностей, которые не могут принадлежать Обществу.
В связи с регистрацией холдинга 20 ноября 2012 года Открытое акционерное общество «Минский моторный завод» преобразовано в Открытое акционерное общество «Управляющая компания холдинга „Минский моторный завод“».

## Продукция

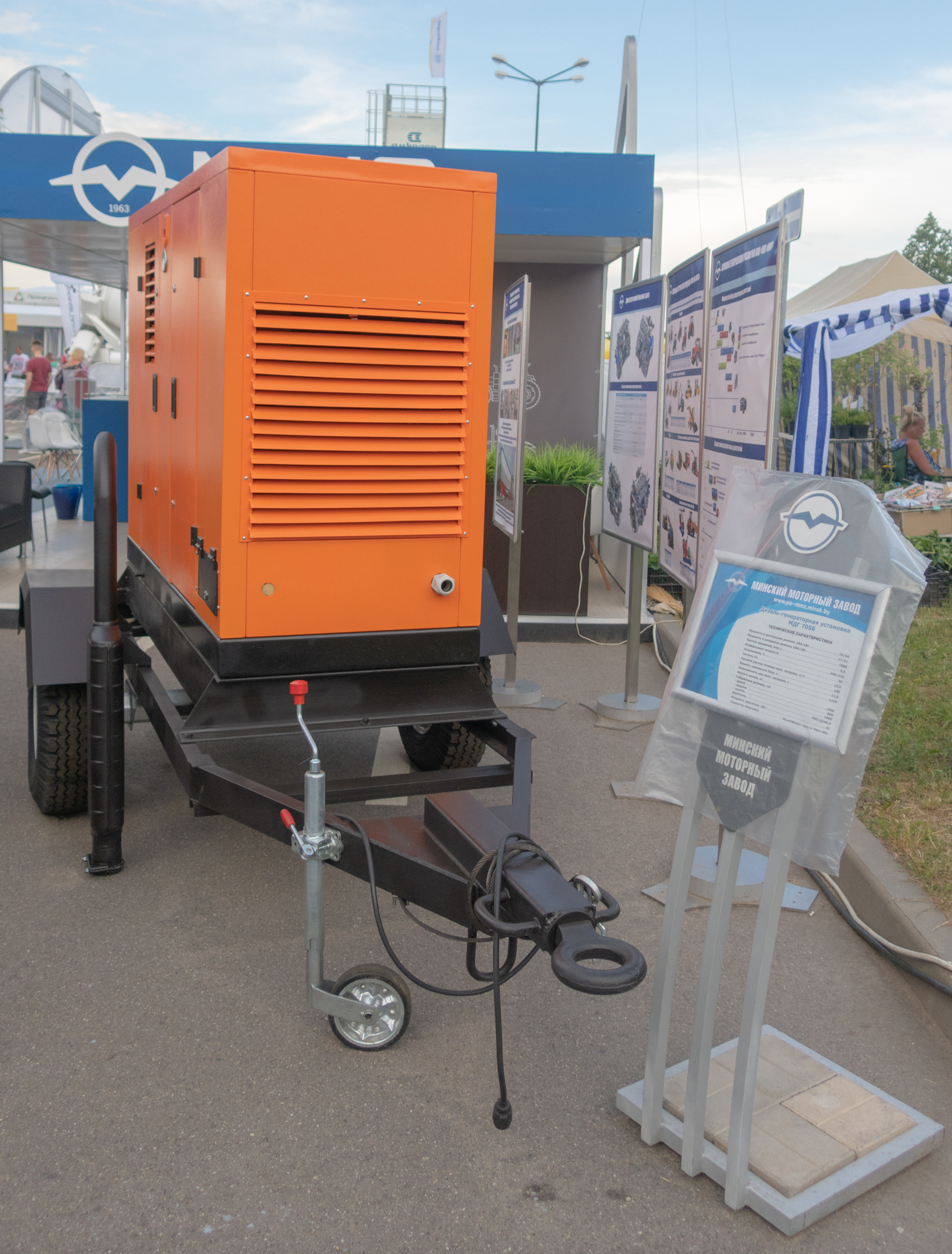
Дизель-генераторная установка МДГ 7056 с двигателем Д-246.4

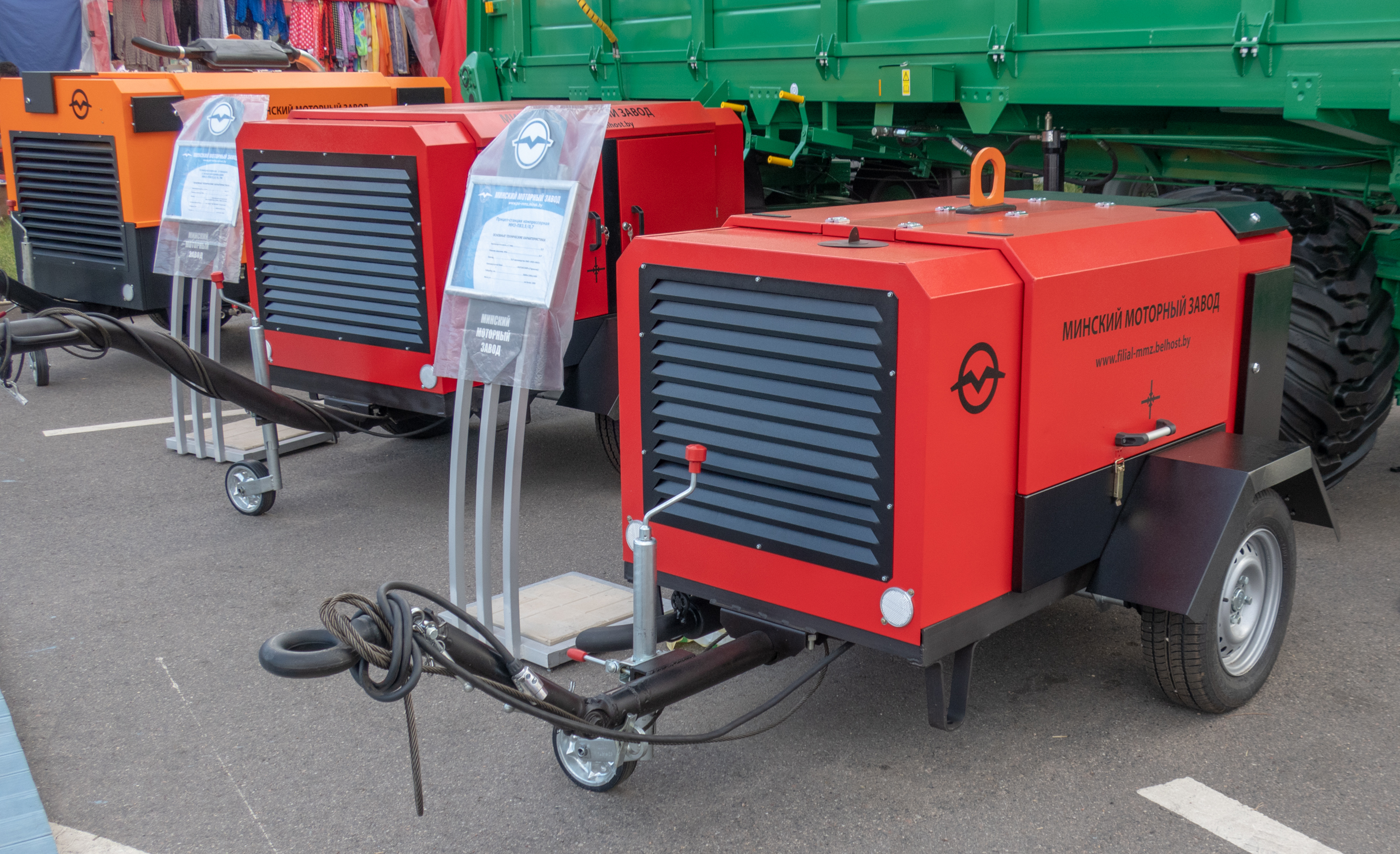
Мобильные компрессорные установки ММЗ

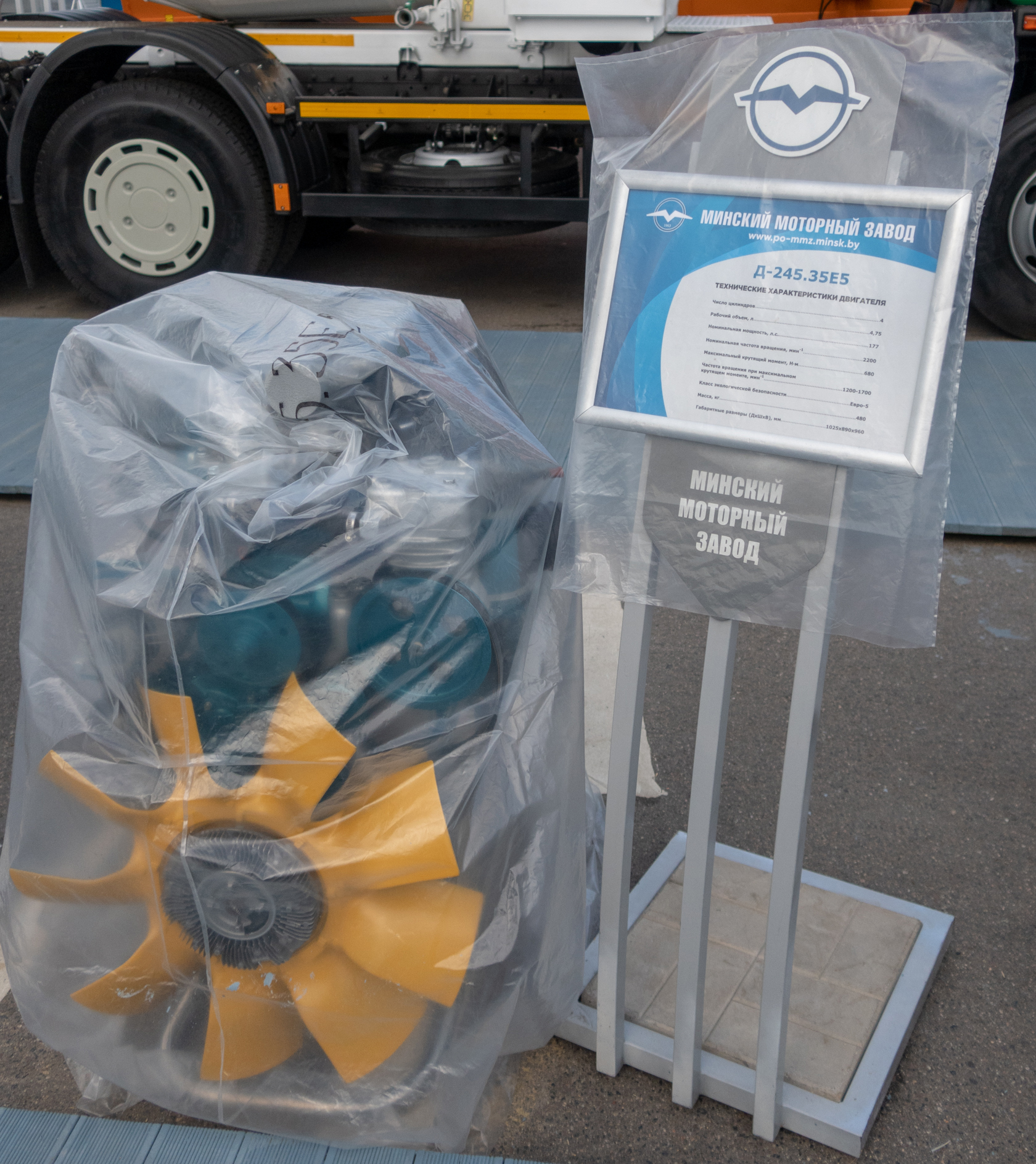
Двигатель Д-245.35Е5

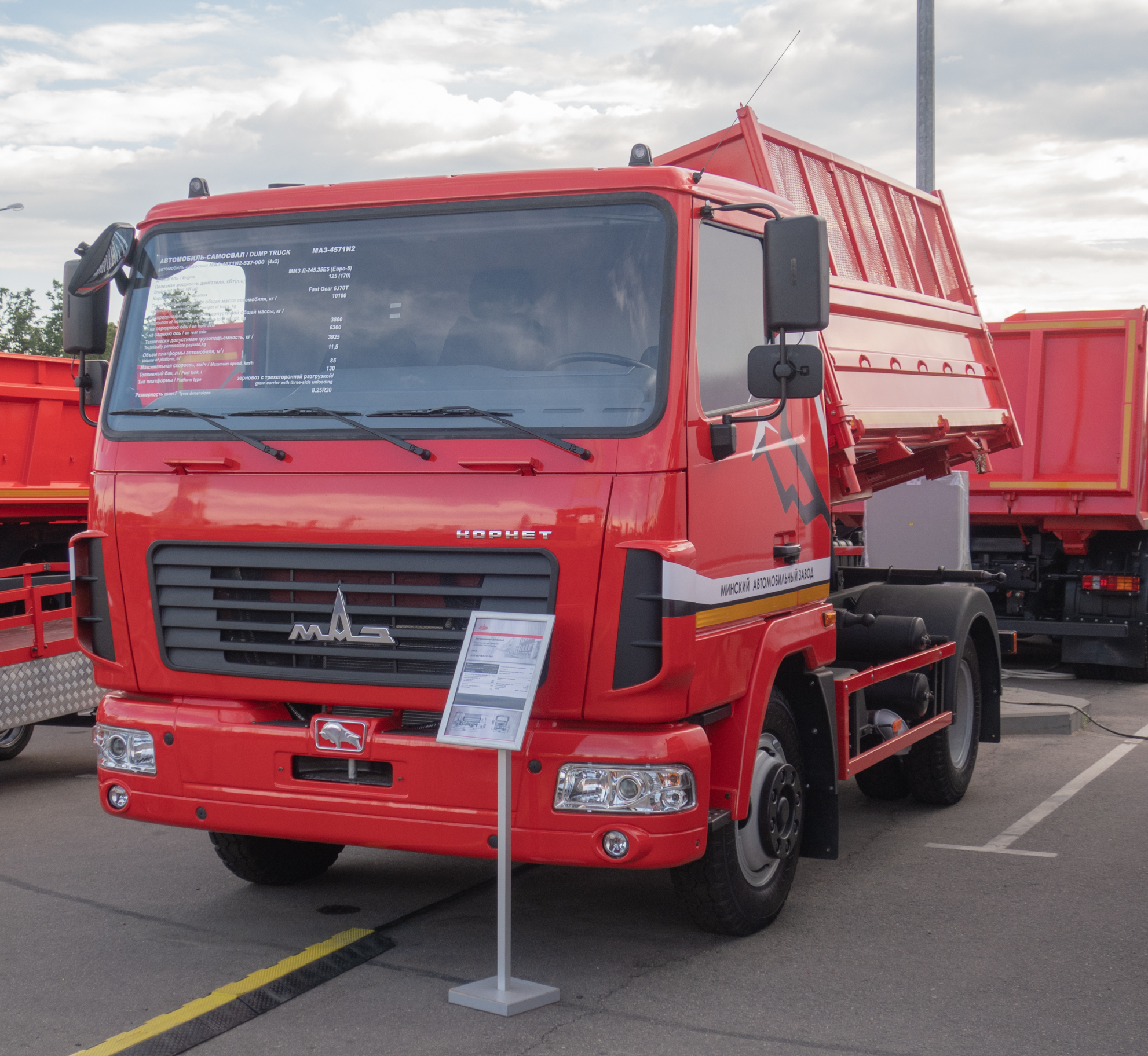
МАЗ-4571N2 с двигателем Д-245.35Е5

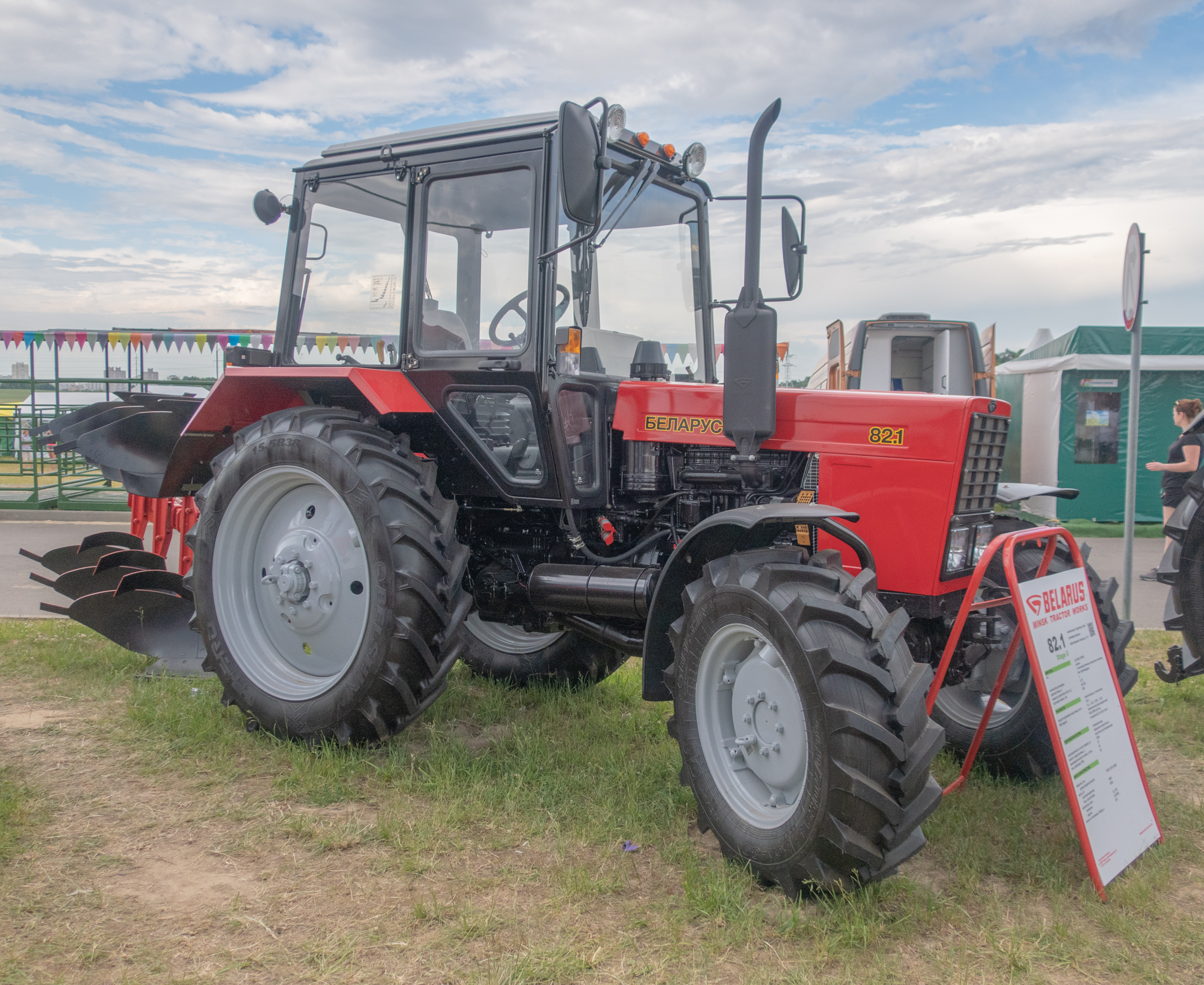
МТЗ-82.1 с двигателем Д-243S2

Минский моторный завод производит свыше 250 модификаций двигателей и около 1000 их исполнений. Это позволяет в кратчайшие сроки адаптировать
комплектацию двигателя под конкретного потребителя. С 1998 года ОАО «ММЗ» начал производство двигателей Евро-1, с 2003 — Евро-2. С 2008 года ОАО «ММЗ» начал производство 8-цилиндровых двигателей, а также началось промышленное производство 4-х цилиндровых дизельных двигателей уровня Евро-3 рабочим объёмом 4,75 литров. ММЗ сделал ставку на топливное оборудование с электронным управлением мирового лидера — фирмы «Bosch». Работа по адаптации топливного оборудования фирмы «Bosch» потребовала напряжения всех конструкторских, технологических, закупочных и производственных кадров. Значительную часть конструкторских работ по адаптации системы «Common Rail» для существующих двигателей выполнили инженеры КБ «Электронных систем» УГК (Малиновский В. В., Шумской Д. В., Поярков Д. И.)
С октября 2008 года ОАО «ММЗ» начал производство 8-цилиндровых двигателей мощностью до 425 л. с., а с апреля 2009 года — мощностью 450 л. с., а также двигателей для дизель-генераторных установок 200 и 250 кВт электрической мощности. С целью завершения создания мощностей по переходу на серийное
изготовление основных деталей, соответствующих нормам Евро-3/4 и Stage-2/3А проведена модернизация комплексных и поточных линий изготовления блока цилиндров, головки блока цилиндров, шатуна, распределительного вала, усовершенствованы процессы обкатки и приёмо-сдаточных испытаний.
Для перехода завода на выпуск новой конкурентоспособной техники ежегодно создаётся проект технического перевооружения предприятия, охватывающий практически все его производства. На 2009—2010 годы ОАО «ММЗ» планирует проведение работ по созданию и внедрению в производство нового семейства дизельных двигателей повышенного технического уровня с улучшенными экологическими и технико-экономическими показателями в диапазоне мощностей: внедорожная техника — от 75 до 715 л. с.; автомобильные — от 122 до 350 л. с.
Двигатели автомобильных модификаций с 1 января 2010 года по заявке потребителей будут поставляться в соответствии международным экологическим стандартам Euro-4. Одновременно продолжаются работы по достижению выпускаемыми двигателями уровня экологической безопасности Euro-5.

## Состав объединения
В состав Открытого акционерного общества «Управляющая компания холдинга „Минский моторный завод“» входят предприятия:
- ПО «Минский моторный завод» — головное предприятие
- ОАО «Опытно-экспериментальный завод технологического оборудования» (Минск)
- ОАО «Гомельский завод пусковых двигателей» — производственная единица
- ОАО «Житковичский моторостроительный завод» — производственная единица
- Филиал в городе Столбцы — производственная единица
- ОАО «Лидский литейно-механический завод» — производственная единица.

## Награды
- Международная премия «Золотой Меркурий» за развитие производства и международное сотрудничество (1980 г)
- Орден Трудового Красного Знамени за высокие показатели в развитии производства и выпуск надежной и качественной продукции (1981 г)
- Почётная грамота Верховного Совета БССР
- Памятное Красное Знамя ЦК КПБ, Президиума Верховного Совета БССР, Белсовпрофа
- Диплом Госстандарта
- Диплом ВЦСПС.
- Первый приз смотра-конкурса на лучшую организацию идеологической работы в трудовых коллективах столицы за 2006 год в номинации «Промышленность: с численностью работающих свыше 1000 человек» стал Минский моторный завод

И многие другие.

## Деятельность
Основными направлениями деятельности ОАО "УКХ «ММЗ» являются:
Производство и продажа дизельных двигателей на внутреннем рынке и за рубежом, запасных частей к ним, алюминиевого литья.
Производство и сбыт строительной техники, компрессоров, воздуходувок (установка ямочного ремонта асфальтированной дороги).
Производство и сбыт товаров народного потребления.
Оптовая торговля запасными частями, дизельными двигателями для вторичного рынка.
Филиал ОАО "УКХ «ММЗ» в г. Столбцы осуществляет лицензионное переоборудование грузовых автомобилей с заменой бензиновых двигателей на дизельные.
Осуществление внешнеэкономической деятельности.
Гарантийное и сервисное обслуживание реализованной потребителям продукции осуществляется широкой сетью торгово-сервисных центров, в том числе сервисными центрами холдинга Амкодор.
Фирменный ремонт двигателей.

### Дизельные двигатели
ОАО "УКХ «ММЗ» серийно выпускает многоцелевые дизельные двигатели внутреннего сгорания размерностью 110×125 мм и 110×140 мм в мощностном диапазоне:
- MMZ-3LD — 3-цилиндровые дизельные двигатели мощностью 26/31 кВт (35/42 л. с.)[12];
- Д-242, Д-243, Д-244, Д-245 — 4-цилиндровые дизельные двигатели от 44,2 кВт (60 л. с.) до 114,0 кВт (155 л. с.)[13];
- Д-260 — 6-цилиндровые дизельные двигатели от 95,7 кВт (130 л. с.) до 184,0 кВт (250 л. с.);
- Д-280 — 8-цилиндровые дизельные двигатели размерностью 140×140 мм от 312,5 до 331,2 кВт (425—450 л. с.)[14].

Все выпускаемые двигатели сертифицированы на соответствие экологическим требованиям международных правил:
Внедорожная техника — Stage 1, Stage 2, Stage 3A, Stage 3B, Stage 4.
Автомобильные двигатели — Евро-1, Евро-2, Евро-3, Евро-4 и Евро-5.
Дизельные двигатели поставляются на 44 завода с конвейерной сборкой, расположенных в странах СНГ и дальнего зарубежья.

### Товары народного потребления
Выпускаемые товары народного потребления:
- петля ввертная;
- кротоловка;
- сковорода-сотейник АЛГ216-кТОРБ (СТБ469-99);
- колесо с подшипниками;
- мотоледобур;
- ледобур ручной 100;
- рукомойник;
- гусятница АЛГ 3,5-к СТБ 469-99;
- корпус сковороды-сотейника с ручкой;
- шинковка;
- казан;
- тренога.

### Непрофильная деятельность
- Оказание платных услуг населению.
- Производство сельскохозяйственной продукции.
- Производство строительных материалов, металлических конструкций, деревянных изделий, встроенной мебели
- Выполнение строительных и ремонтных работ.
- Оказание квалифицированной амбулаторно-клинической медицинской помощи работникам завода.
- Оказание платных стоматологических услуг населению.
- Оптовая и розничная торговля пищевой продукцией, а также организация общественного питания.
- Международная перевозка грузов автомобильным транспортом.
- Физкультурно-оздоровительная деятельность.
- Производство мясных продуктов, мучных и кондитерских изделий.